# Chrysotoxum testaceum
Chrysotoxum testaceum är en tvåvingeart som beskrevs av Sack 1913. Chrysotoxum testaceum ingår i släktet getingblomflugor, och familjen blomflugor. Inga underarter finns listade i Catalogue of Life.